# Operationsstue
En operationsstue er et lokale, hvor der foretages kirurgiske indgreb. På et hospital vil flere operationsstuer vil som regel være knyttet sammen på en operationsgang, hvor man har alle de understøttende funktioner til stuerne. Arbejdet på operationsstuen er underlagt særlige hygiejniske regler, for i så vidt muligt omfang at forhindre tilstedeværelsen af mikroorganismer, der kan inficere operationssår. Adgang til operationsstuen er således begrænset til kun at omfatte personale, der bære særligt operationstøj. Dette omfatter særligt tætvævet tøj, en hat og ren fodbeklædning, der ideelt set kun bør benyttes på selve operationsgangen. På nogle operationsstuer vil alt personalet desuden være iført mundbind. Indretningen af operationsstuen vil som minimum omfatte et leje til patienten, en operationslampe, borde til sterile instrumenter, adgang til ilt, vand, elektricitet og sug, og et anæstesiapparat til bedøvelse og monitorering af patienten
Personalet på en operationsstue, hvor der foregår operationer i fuld narkose vil som regel omfatte én kirurg, én assistent, 2 operationssygeplejersker og én anæstesilæge eller anæstesisygeplejerske.